# サーボブレーキ

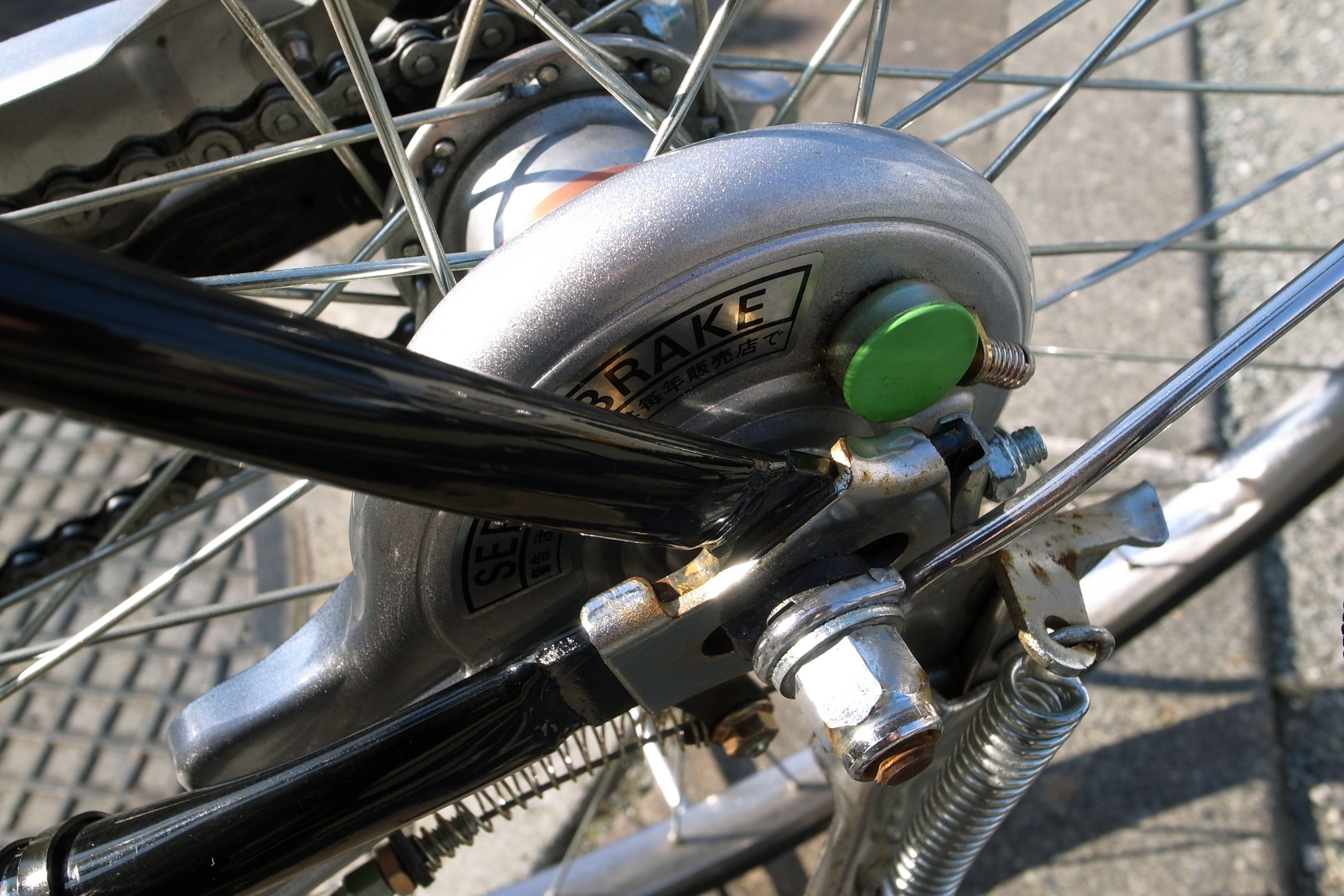
唐沢製作所製サーボブレーキ

サーボブレーキは自転車の後輪に用いられるブレーキの一形式である。
自転車業界において、広義のサーボブレーキとは、旧来のバンドブレーキの欠点を改良しつつ互換性を保った、複数の製品を指す普通名詞（商標の普通名称化）であり、狭義のそれは、株式会社唐沢製作所によって製造・販売されている製品を指す商品名である。

## 構造
車輪のハブにねじ込まれたブレーキドラムを、バンドで外側から押さえつけるバンドブレーキとは違い、ブレーキドラムの内側から、剛性の高いブレーキシューが広がって押さえる内拡式ドラムブレーキの一種である為「キーッ」と言う音が鳴りにくい。また、摩擦面がドラムの内側に位置するため、雨水も入り込みにくい。自動車でも採用されるシステムで、信頼性は高い。
ドラムブレーキにはいくつかの方式があるが、自転車用サーボブレーキは機械式のユニサーボ方式に属し、これが本製品群の呼び名の由来となっている。セルフサーボの特性を持つ点はバンドブレーキと共通している。

## 搭載車
1970年代の末に開発された本形式は、国産の高品質な軽快車に広く採用されたが、近年の自転車の低価格化圧力と、大手自転車部品メーカー、シマノ社の開発した後発製品であるローラーブレーキの普及による挟撃を受ける形となり、安売りされている自転車はバンドブレーキ、他の多くの軽快車ではローラーブレーキに市場を奪われ、新車でサーボブレーキが付く自転車は減少傾向である。
なお、後付けの補修部品としても購入可能であり、またローラーブレーキとは異なりバンドブレーキと同様の形状で取付けやケーブルの取り回しが共通で互換性があるため、バンドブレーキの音鳴りに悩まされるなどの場合の対処として、本形式への変更も可能である。

## 種類

### 唐沢製作所製サーボブレーキ
唐沢ブランドの製品は、外観がバンドブレーキとよく似ているが、外側面の目玉のような、色の付いたゴム製キャップの有無が識別点である。この製品は、ブレーキの効き過ぎによる車輪の滑走を防ぐため、ブレーキシューの摩擦面を小さくし、マイルドな効き味としている。同社では、子供車にも適する小型の製品も製造しているが、子供車向けのシェアは高くない。

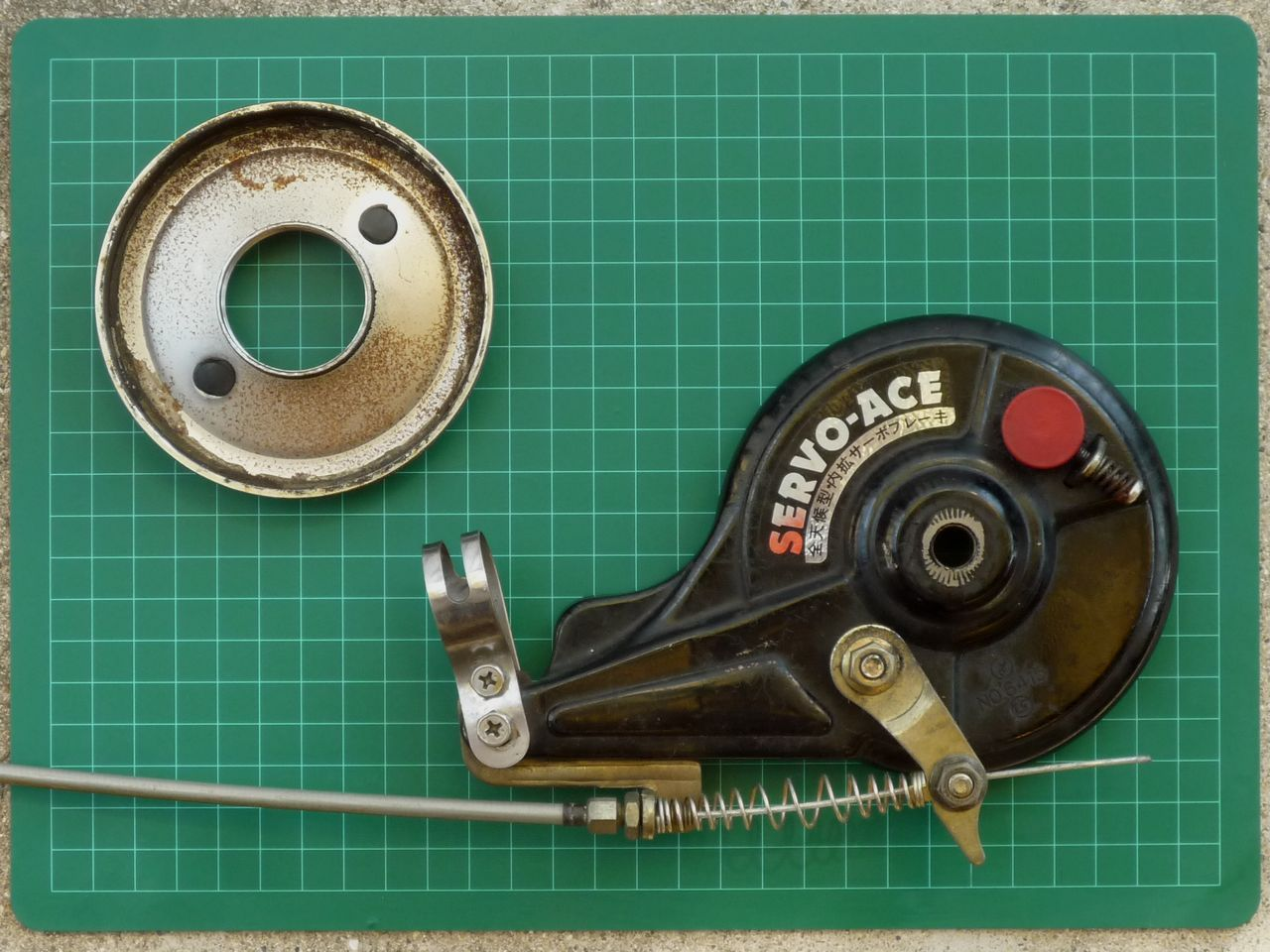
表面。
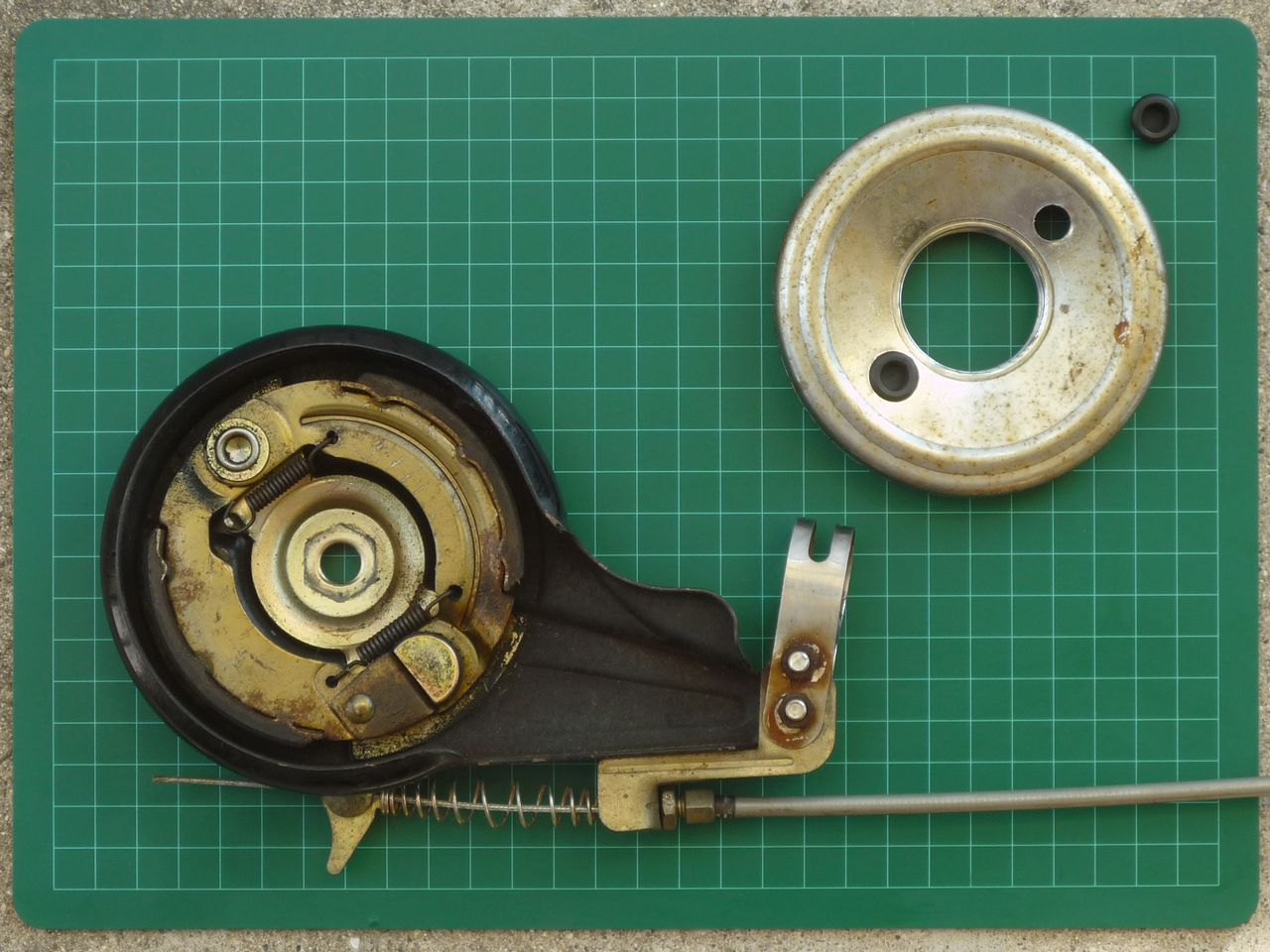
裏面。機械式ユニサーボの構造

### パナソニック サイクルテック製 パナサーボブレーキ
外側カバーの後部上方に突起を持つ形状が特徴だが、内部構造は唐沢の物とほぼ同じであり、効き味も似ている。

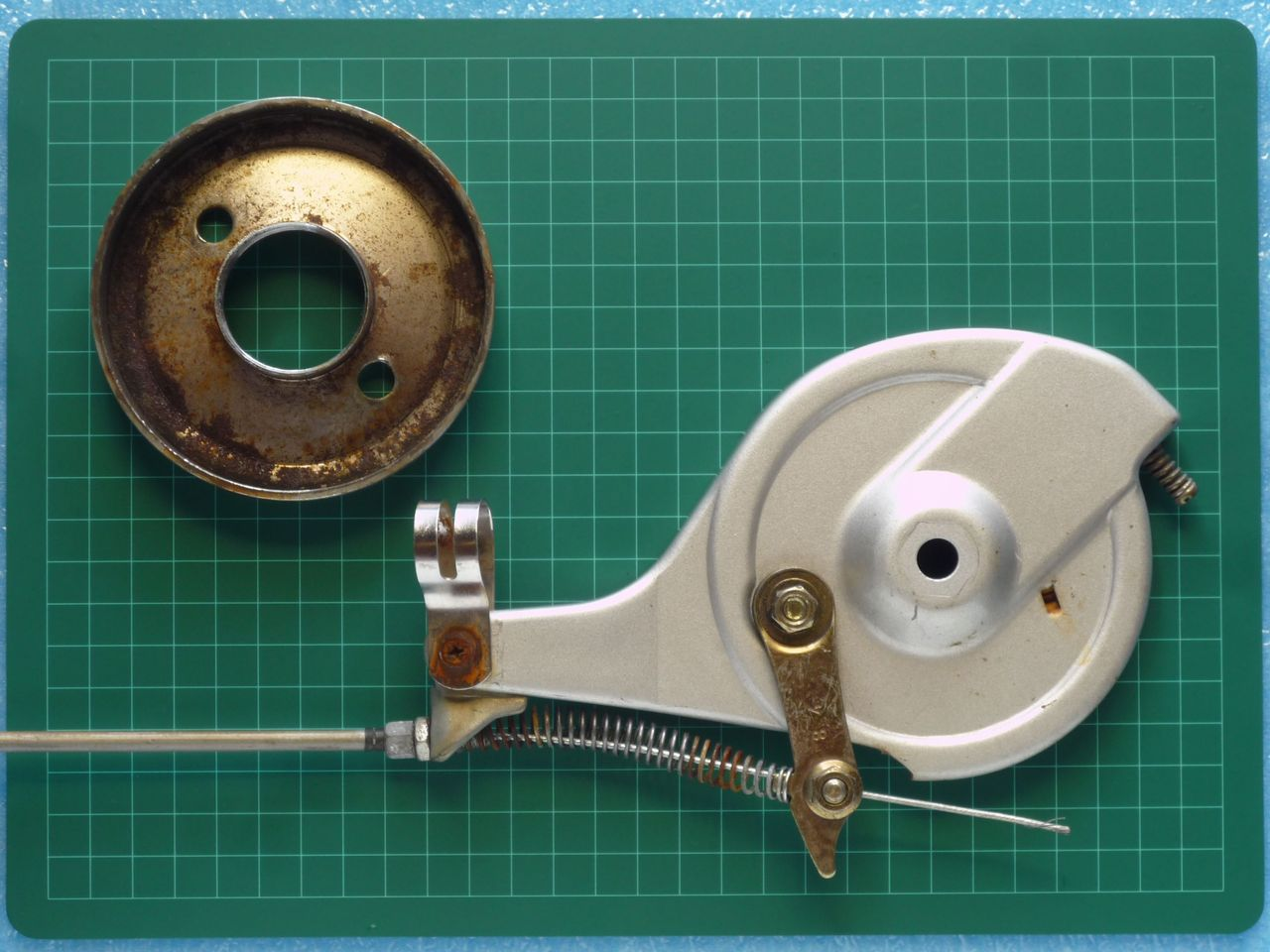
表面。
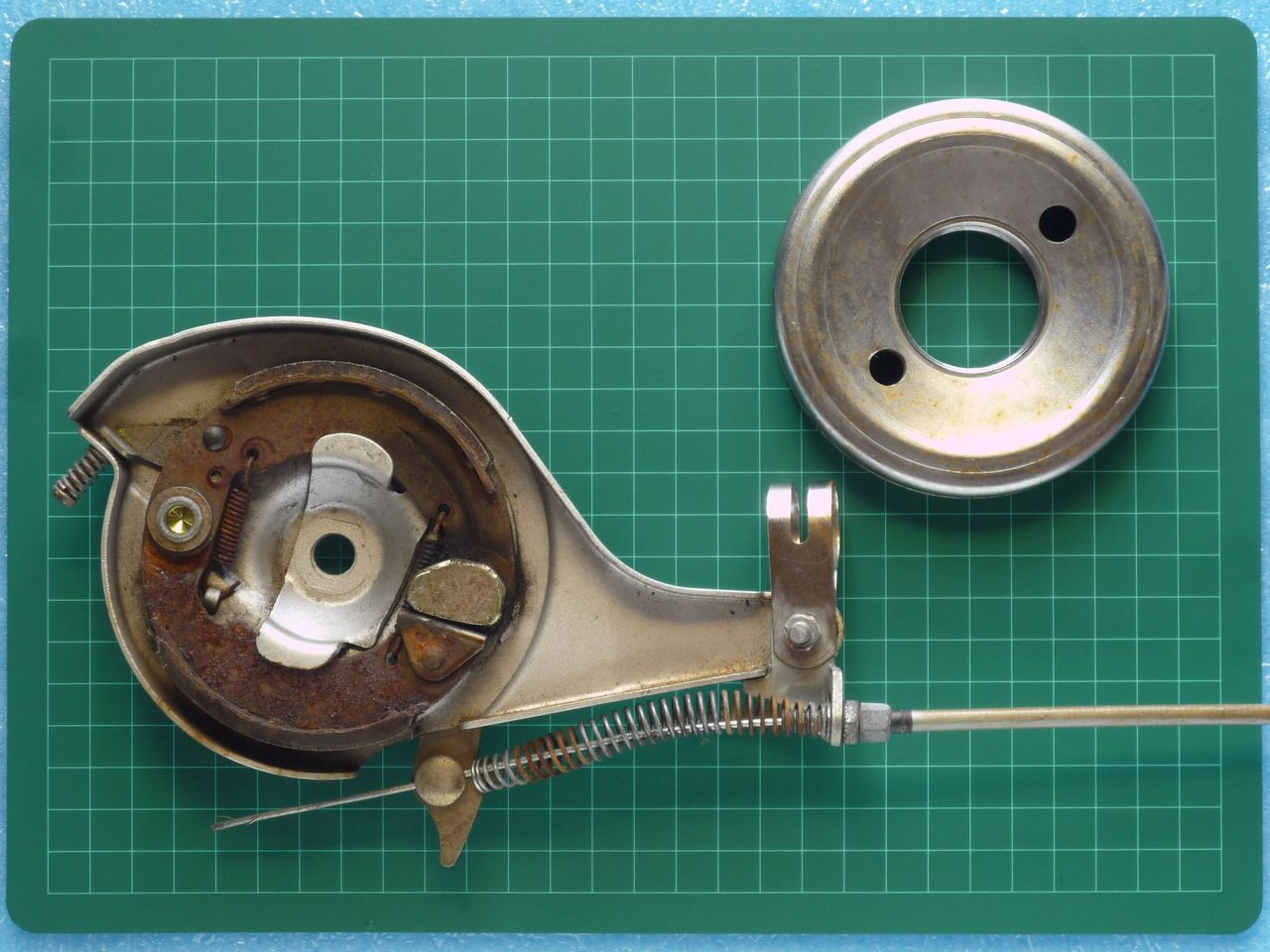
裏面。

### ブリヂストンサイクル製 ダイネックスブレーキ
独自の内部構造を持ち、摩擦面の面積が大きく作られているため、比較的制動力が強い。

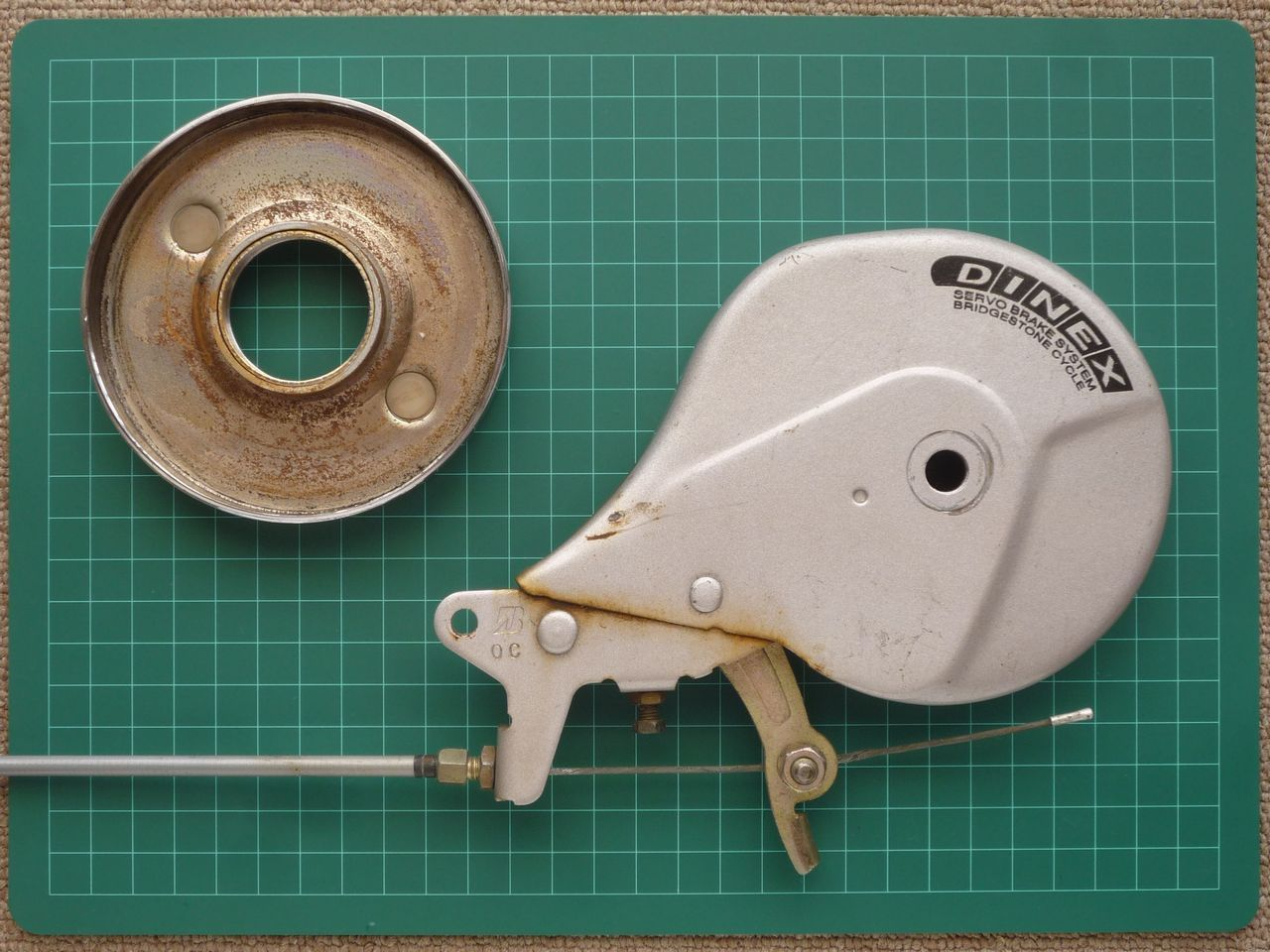
表面。
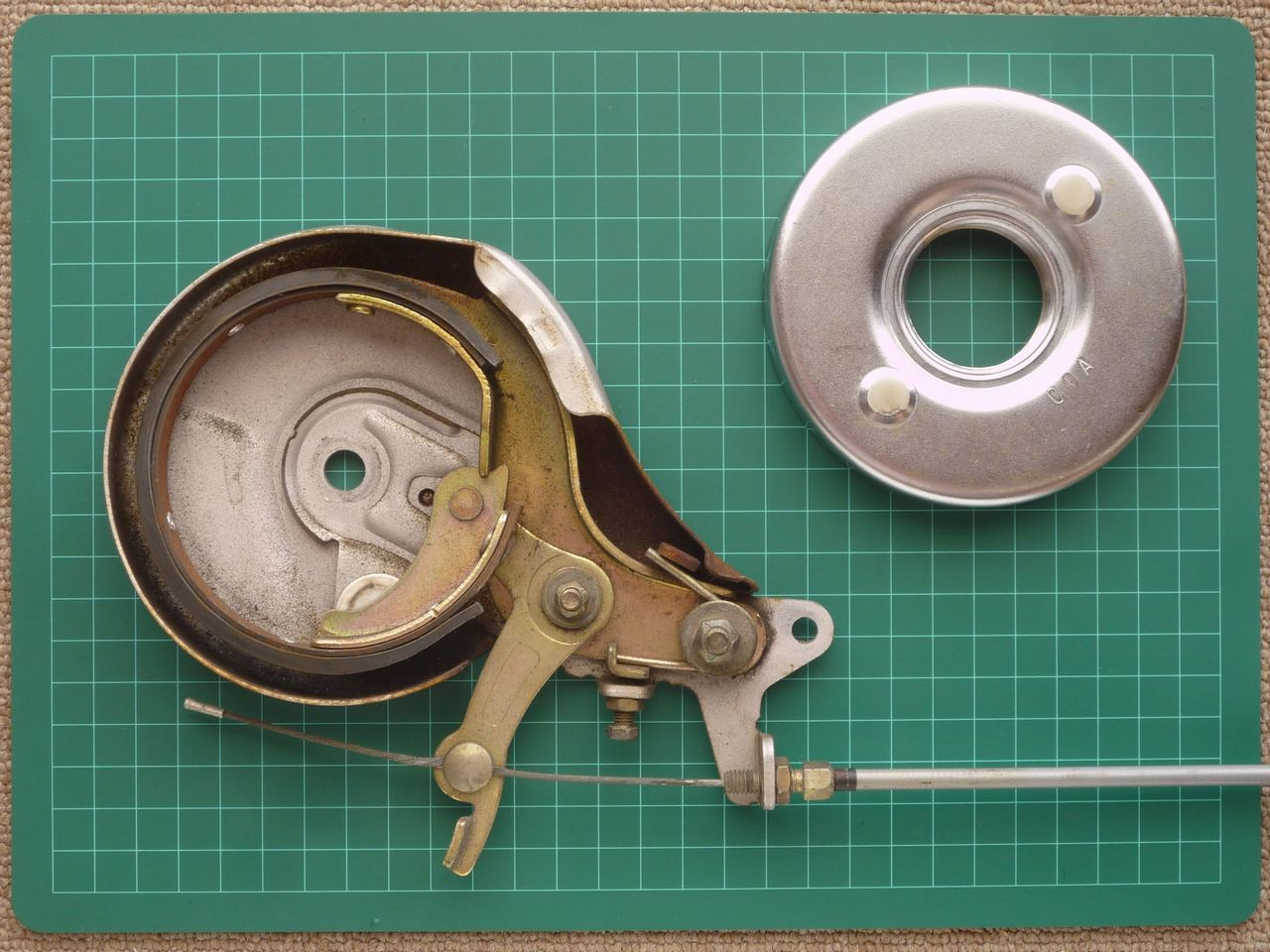
裏面。肉厚な鋼製のバンドがドラムの内面に接する独自の構造。

### 前輪用サーボブレーキ
唐沢製作所では前輪用のサーボブレーキも製造しているが、これを採用する車種は国内では非常に少ない。

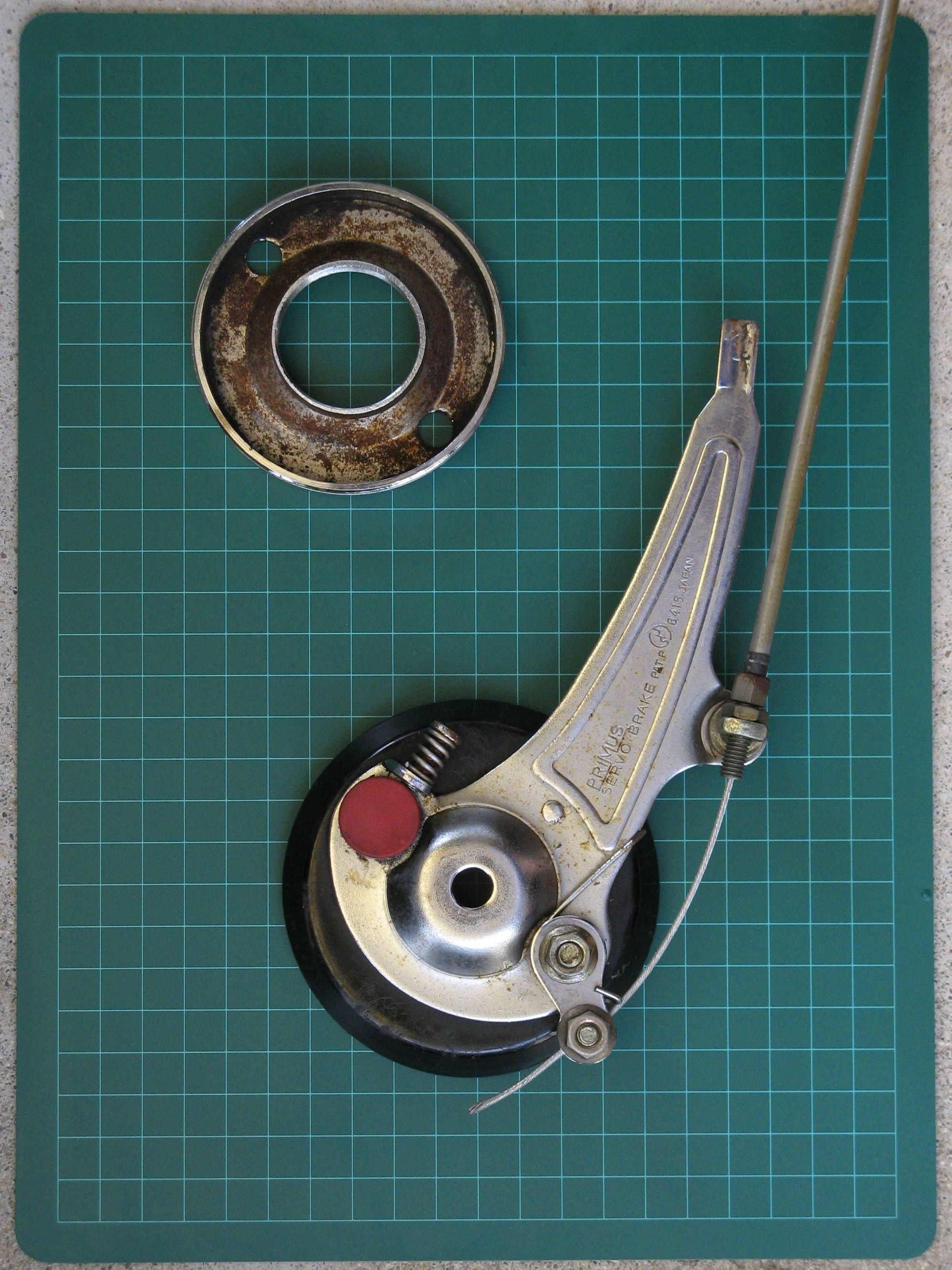
表面。
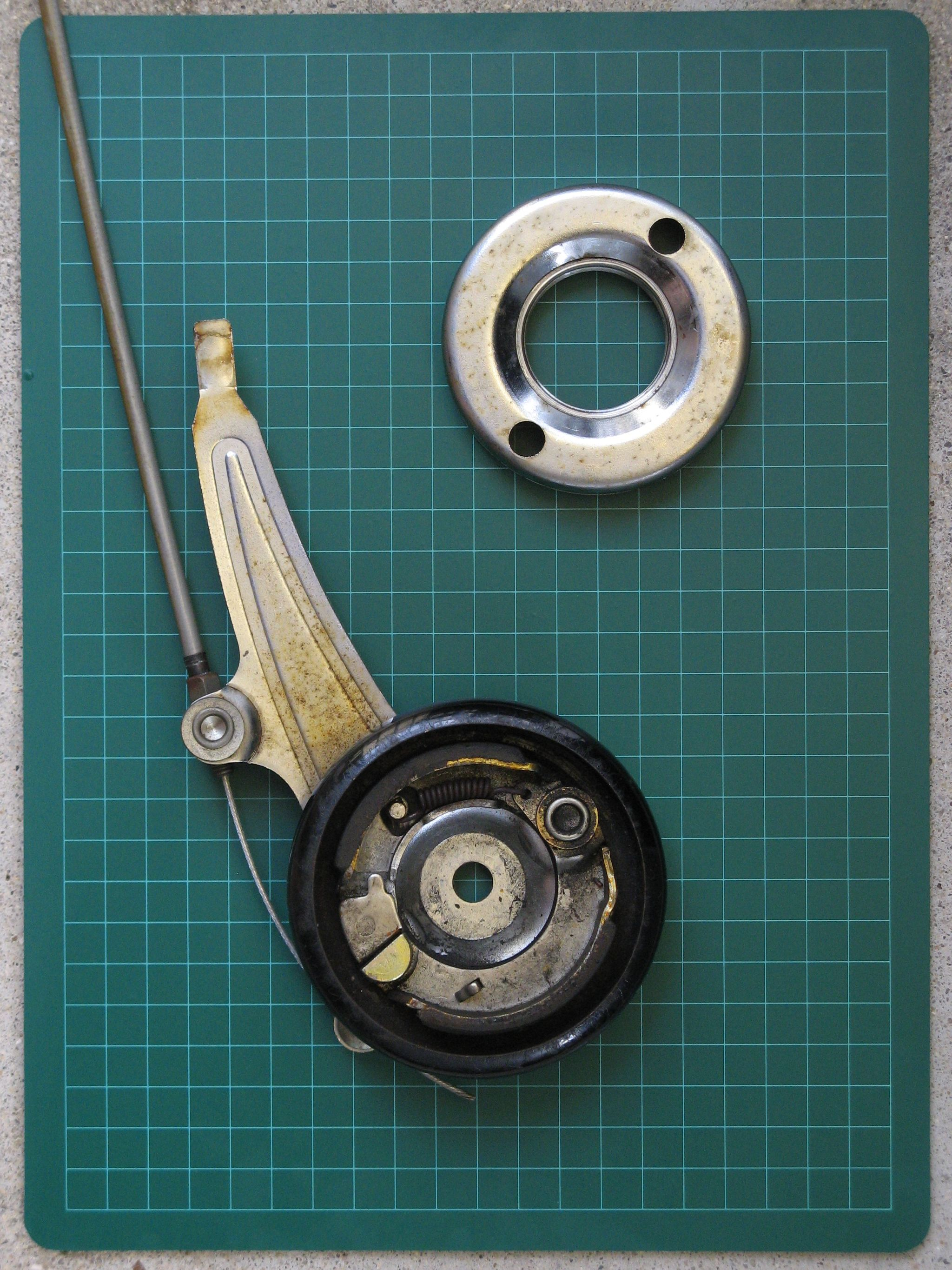
裏面。